# Конвой № 2092
Конвой № 2092 — японський конвой часів Другої світової війни, проведення якого відбувалось у липні 1943 року.
Конвой сформували в Рабаулі — головній передовій базі японців у архіпелазі Бісмарка, з якої вони провадили операції на Соломонових островах та сході Нової Гвінеї. Пунктом призначення при цьому був Трук (Чуук) на сході Каролінських островів, де ще до війни створили потужну базу ВМФ.
До складу конвою увійшли судна «Чіхая-Мару» (Chihaya Maru) та «Шоєй-Мару», а ескорт забезпечував мисливець за підводними човнами CH-33.
9 липня 1943 року судна вийшли з Рабаула та попрямували на північ. Хоча в цей період комунікації архіпелагу Бісмарка ще не атакувала авіація, на них традиційно діяли підводні човни. Утім, конвой № 2092 зміг пройти без інцидентів та 13 липня прибув на Трук.